# Руди
„Руди” је југословенски ТВ филм из 1988. године. Режирао га је Славенко Салетовић а сценарио је написао Слободан Шнајдер.

## Улоге
| Глумац               | Улога |
| -------------------- | ----- |
| Петар Божовић        |       |
| Весна Малохоџић      |       |
| Бранислав Лечић      |       |
| Милутин Бутковић     |       |
| Милутин Мима Караџић |       |
| Милан Крављанац      |       |

Остале улоге ▼
| Глумац                | Улога |
| --------------------- | ----- |
| Милан Лугомирски      |       |
| Миленко Павлов        |       |
| Борислав Радосављевић |       |
| Саша Шрајер           |       |